# Klappkampen
Klappkampen var SR:s julkalender 2008. Liksom samma års julkalender i TV, Skägget i brevlådan, handlade den om den udda trion Klas, Lage och Renée och deras äventyr och klumpigheter. Kalendern skrevs av Kalle Lind och Måns Nilsson och hade förutom samma Nilsson bland andra Anders Johansson, Sandra Huldt och Sanna Persson-Halapi i viktiga roller. Musiken skrevs av Jean-Paul Wall och Jens Ståhlstierna.
Detta var första gången sedan 1973 som SVT och SR sände var sin julkalender som hörde samman på något sätt.

## Handling
Klas, Lage och Renée som bor tillsammans i en udda lägenhet, där Renée har en uppfinningsverkstad. När det går mot jul utmanas Klas av sin bror att köpa en dyr julklapp till deras mamma. Då han är luspank hetsar han Renée att börja bygga uppfinningar på beställning.
Renée bygger bland annat en talande soptunna, en rimmaskin för julklappar, en rymdkapsel åt en apa och en mjuk sten åt en grottman. Renée själv vill hellre ägna sig åt sin egen uppfinning, "Världens långsammaste bil".

## Papperskalender

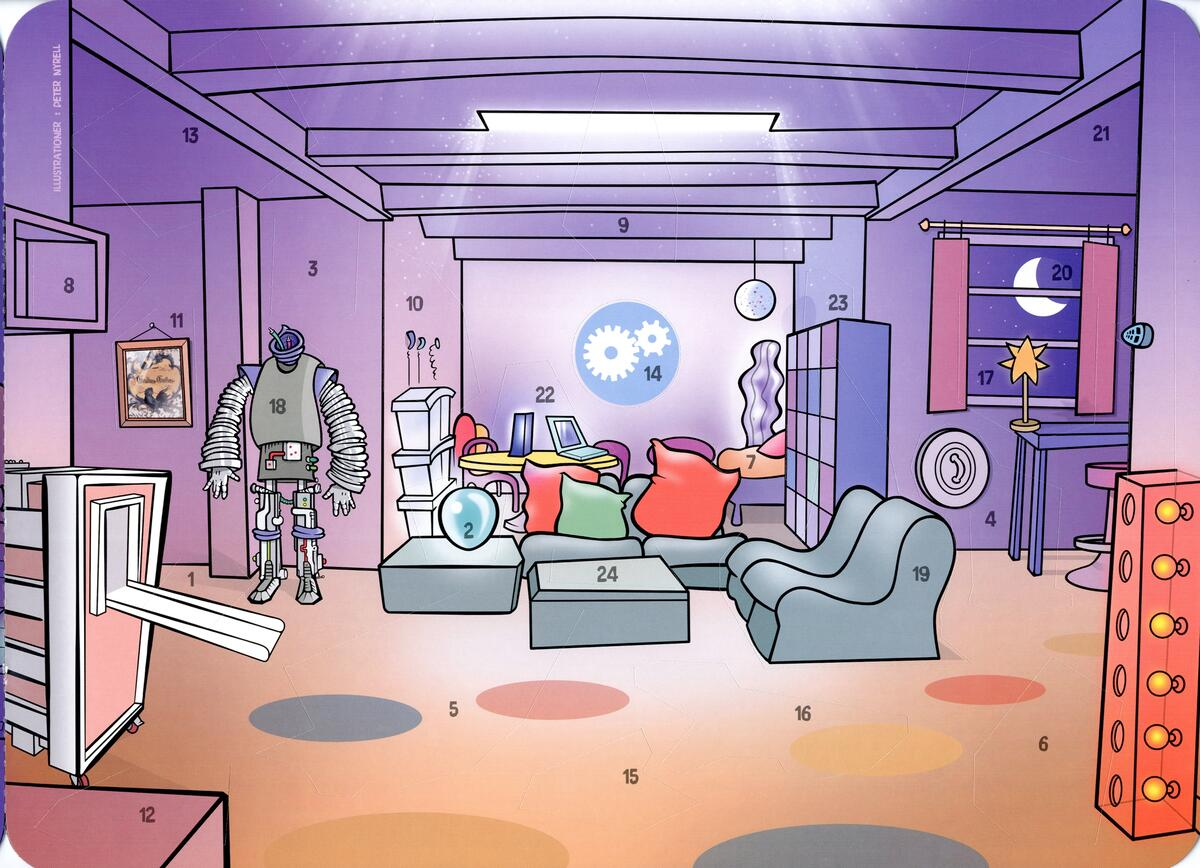
Papperskalendern

Årets papperskalender ritades av Peter Nyrell och föreställer huvudrollernas vardagsrum.

### Fotnoter
1. ↑  ”Svensk mediedatabas”. http://smdb.kb.se/catalog/search?q=Klappkampen+typ%3Aradio&sort=OLDEST. Läst 5 april 2011.
2. ↑  ”2008, Klappkampen”. Sveriges Radio. http://sverigesradio.se/barn/julkalendrar/2008.stm. Läst 30 augusti 2015.